# Konrad Freiherr von Wangenheim
Pour les articles homonymes, voir Wangenheim.
Konrad Freiherr von Wangenheim est un cavalier allemand né le 20 août 1909 à Hanovre et mort le 28 janvier 1953 à Stalingrad.

## Carrière
Sa carrière amateur est principalement marquée par une médaille d'or remportée aux Jeux olympiques de Berlin en 1936 en concours complet par équipes avec Ludwig Stubbendorf et Rudolf Lippert.